# アップサイドダウンケーキ
アップサイドダウンケーキ(英: upside-down cake)は、 フライパンなどのケーキ型の底にトッピングとなる果物を並べ、上から生地を流し込んでオーブンで焼き、焼きあがった後にひっくり返して脱型し、トッピングが上になるように皿に盛りつけたケーキである。
焼く前に底に敷いた果物が盛りつけの際に上面になることから、「逆さまのケーキ」あるいは「ひっくり返ったケーキ」という意味でこの名が付けられた。

## 概要
一般的な作り方としてはリンゴ、サクランボ、モモ、パイナップルなどの果物を刻むかスライスしたものとバター、砂糖を混ぜ合わせたものを型の底に敷き、生地を流し込んでオーブンで焼き上げ、ひっくり返して皿に盛りつける。生地には市販のホットケーキミックスを使ってもよい。
米国では1923年1月にサンフランシスコ・クロニクルに掲載されたプルーンのアップサイドダウンケーキが初めて公開されたレシピとされている。
アメリカでパイナップルのアップサイドダウンケーキが人気となったのは1920年代半ばにドール・フード・カンパニーがスポンサーとなって行われたパイナップルのレシピコンテストがきっかけである。この時にはパイナップルアップサイドダウンケーキのレシピが2500件以上も寄せられ、ドール社がこのケーキについての広告を打ったことで人気がさらに高まった。
各国の伝統的なアップサイドダウンケーキには、アメリカ料理のパイナップルアップサイドダウンケーキのほか、フランス料理のタルト・タタン、ブラジル料理またはポルトガル料理のボロ・デ・アナナス（またはボロ・デ・アバカシ）がある。

## ギャラリー

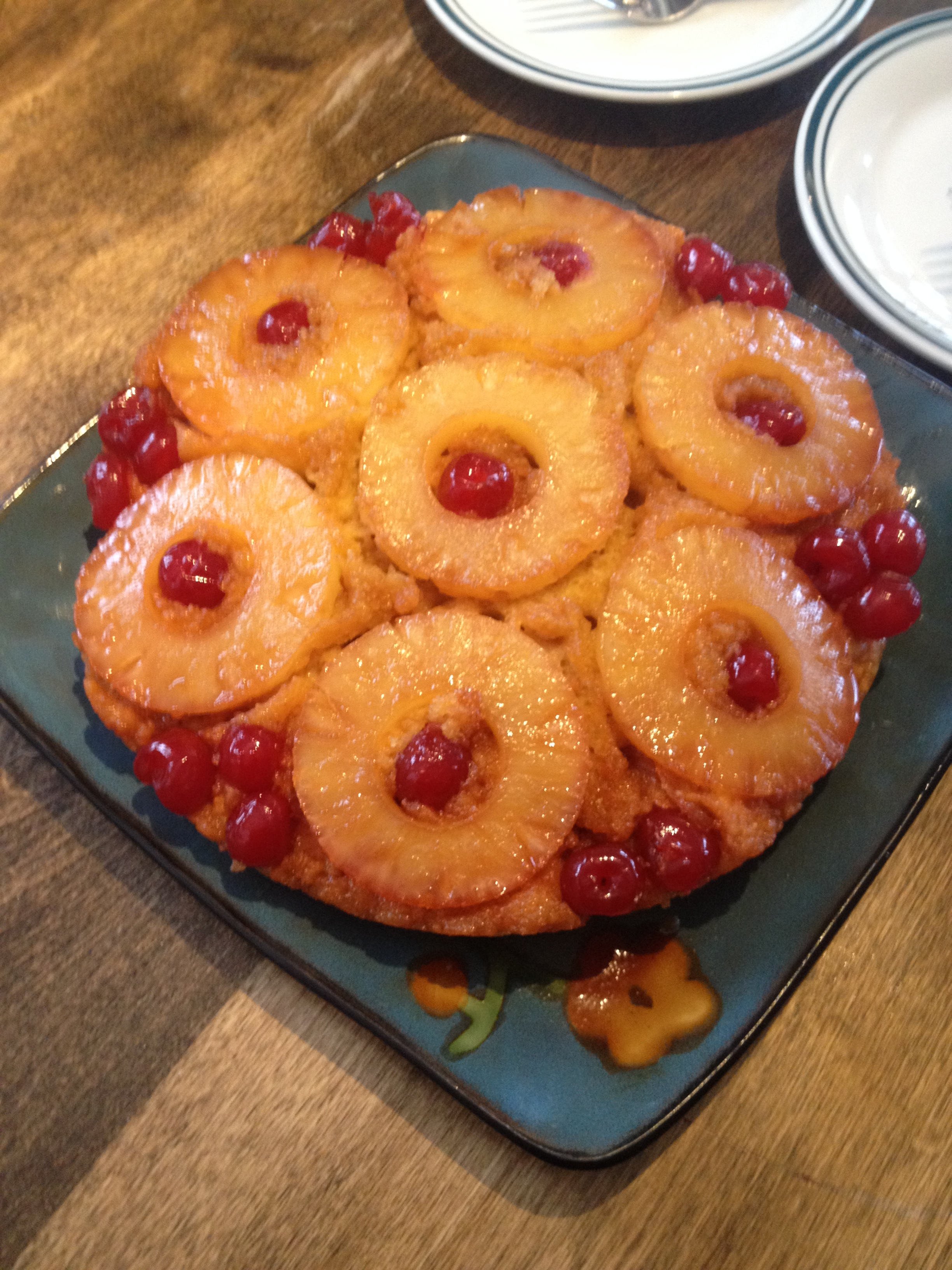
米国のパイナップルアップサイドダウンケーキ
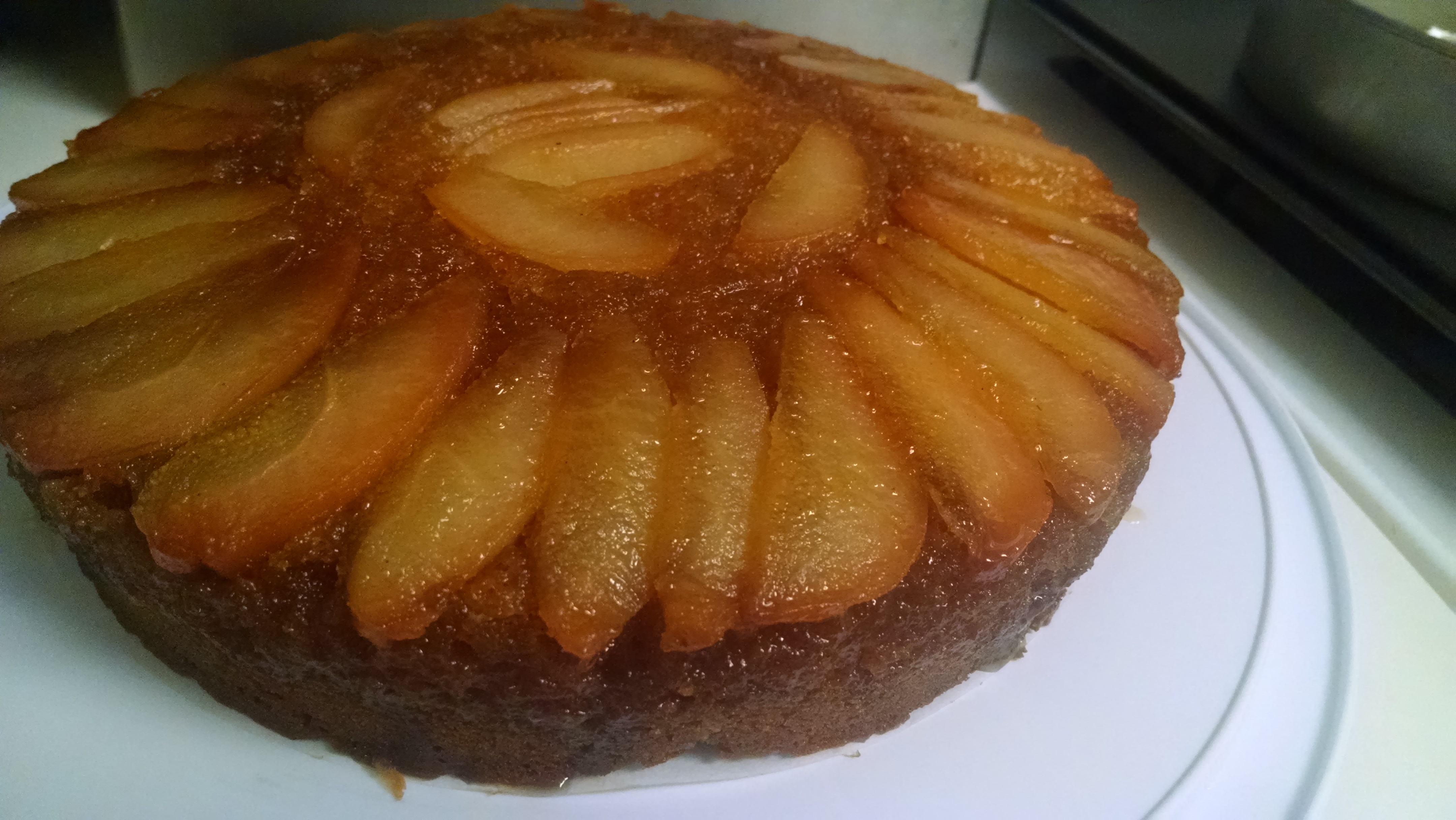
洋梨のアップサイドダウンケーキ
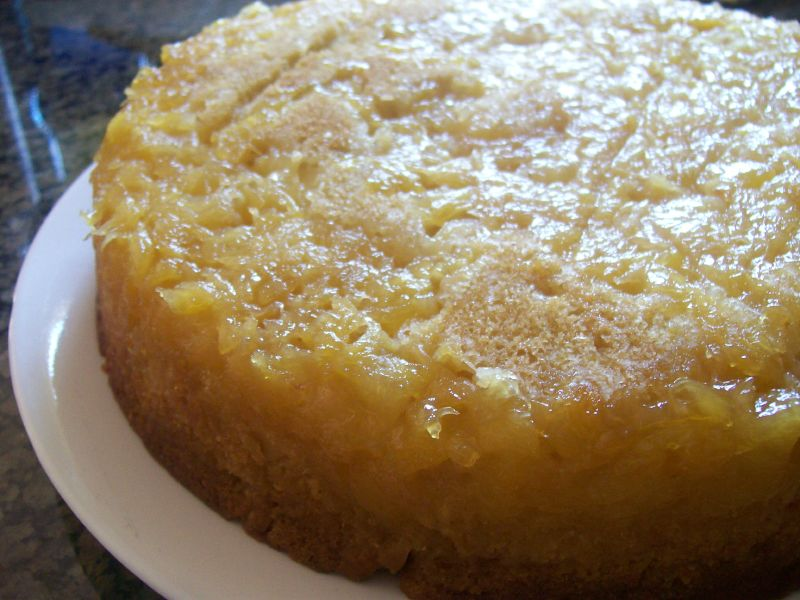
細かく刻んだパイナップルを使用したアップサイドダウンケーキ
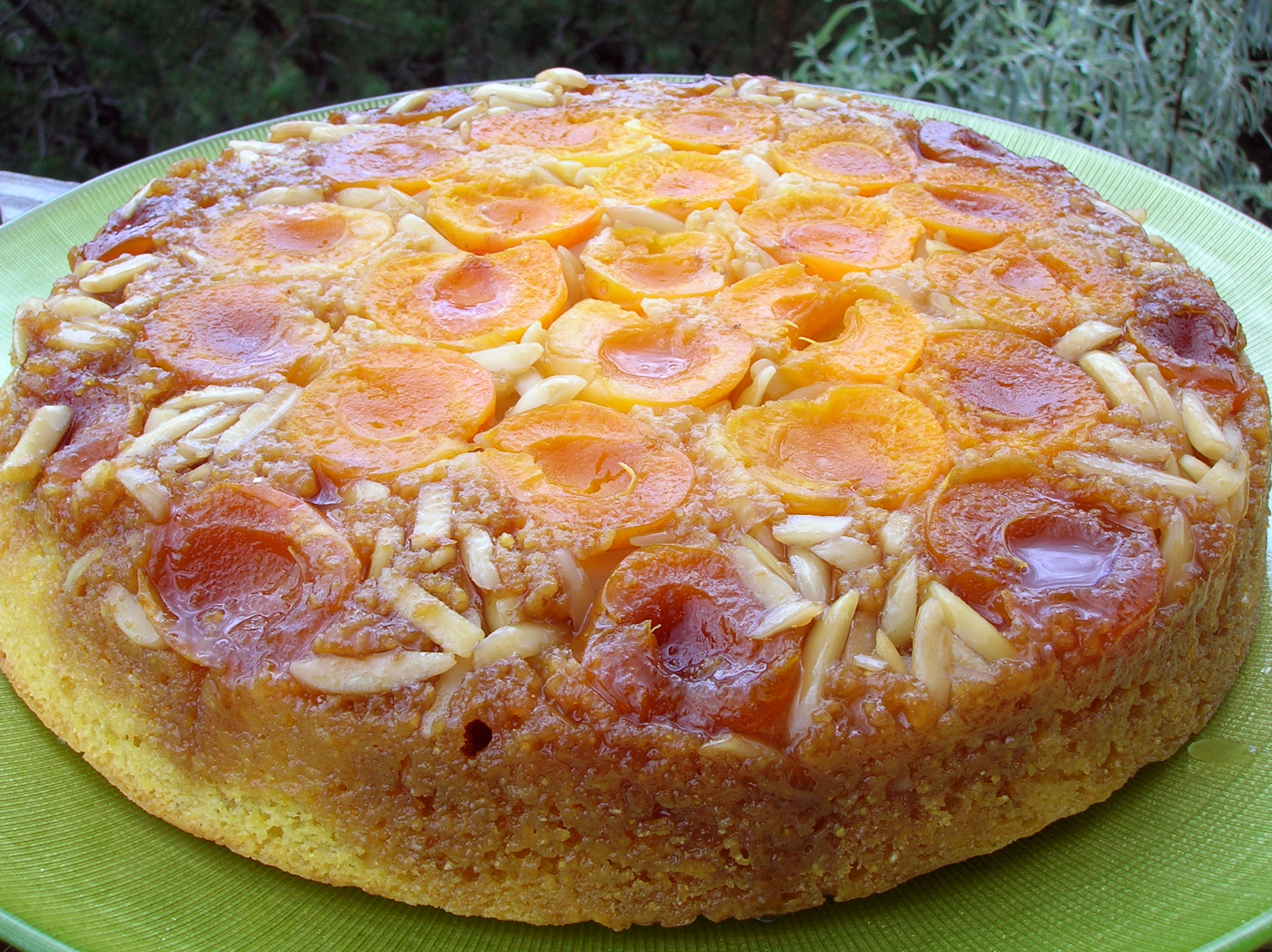
生地にコーンミールを使用したアプリコットのアップサイドダウンケーキ